# Intuitive Surgical
Intuitive Surgical Inc. è un'azienda statunitense che progetta e costruisce sistemi chirurgici robotizzati per chirurgia mininvasiva, in particolare il da Vinci Surgical System. La società è quotata al NASDAQ-100 e S&P 500. Al 31 dicembre 2019, Intuitive Surgical ha installato 5.582 sistemi da Vinci, 3.531 negli U.S.A., 977 in Europa, 780 in Asia e 294 nel resto del mondo.

## Storia
La ricerca e sviluppo del sistema da Vinci Surgical System avvenne alla fine degli anni'80 dall'istituto SRI International. Nel 1990, SRI ricevette fondi dal National Institutes of Health. SRI sviluppò un prototipo che catturò l'attenzione della Defense Advanced Research Projects Agency (DARPA), per l'eventuale futuro uso nella chirurgia a distanza tra medico e soldato ferito sul campo.
Nel 1994, Dr. Frederic Moll si interessò al SRI System, come il dispositivo medico si chiamava allora. Moll era dipendente della Guidant. Cercò di far interessare la Guidant alla cosa, ma senza successo. Nel 1995, Moll conobbe John Freund, già della Acuson Corporation. Freund pensò di acquisire la SRI con i suoi brevetti, e di fondare la nuova società Intuitive Surgical Devices, Inc.
All'inizio Freund, Moll e Robert (ex Acuson) pianificarono il business della società e investitori come Mayfield Fund, Sierra Ventures e Morgan Stanley aderirono.
L'azienda ridefinì il SRI System in un prototipo a nome "Lenny" (il giovane Leonardo), pronto nel 1997. Crearono diversi prototipi sempre più funzionali chiamandoli sempre per nomi legati a Leonardo da Vinci, "Leonardo", "Mona". Il risultato fu da Vinci Surgical System. Iniziò la commercializzazione nel 1999 in Europa.
Nel 2000 la FDA approvò il da Vinci Surgical System per uso laparoscopia. Nel 2001 la FDA approvò l'uso nella chirurgia alla prostata. Successivamente per la chirurgia toracica e poi cardiaca e ginecologica.
Scoppiò una lite per violazione di brevetti con la rivale Computer Motion, Inc. Computer Motion entrò nel settore della chirurgia robotica prima della Intuitive Surgical, con il ZEUS robotic surgical system. ZEUS venne approvato in Europa, ma non dalla Food and Drug Administration. Nel 2003, Intuitive Surgical e Computer Motion si fusero, mettendo fine alle cause legali.

## Da Vinci Surgical System

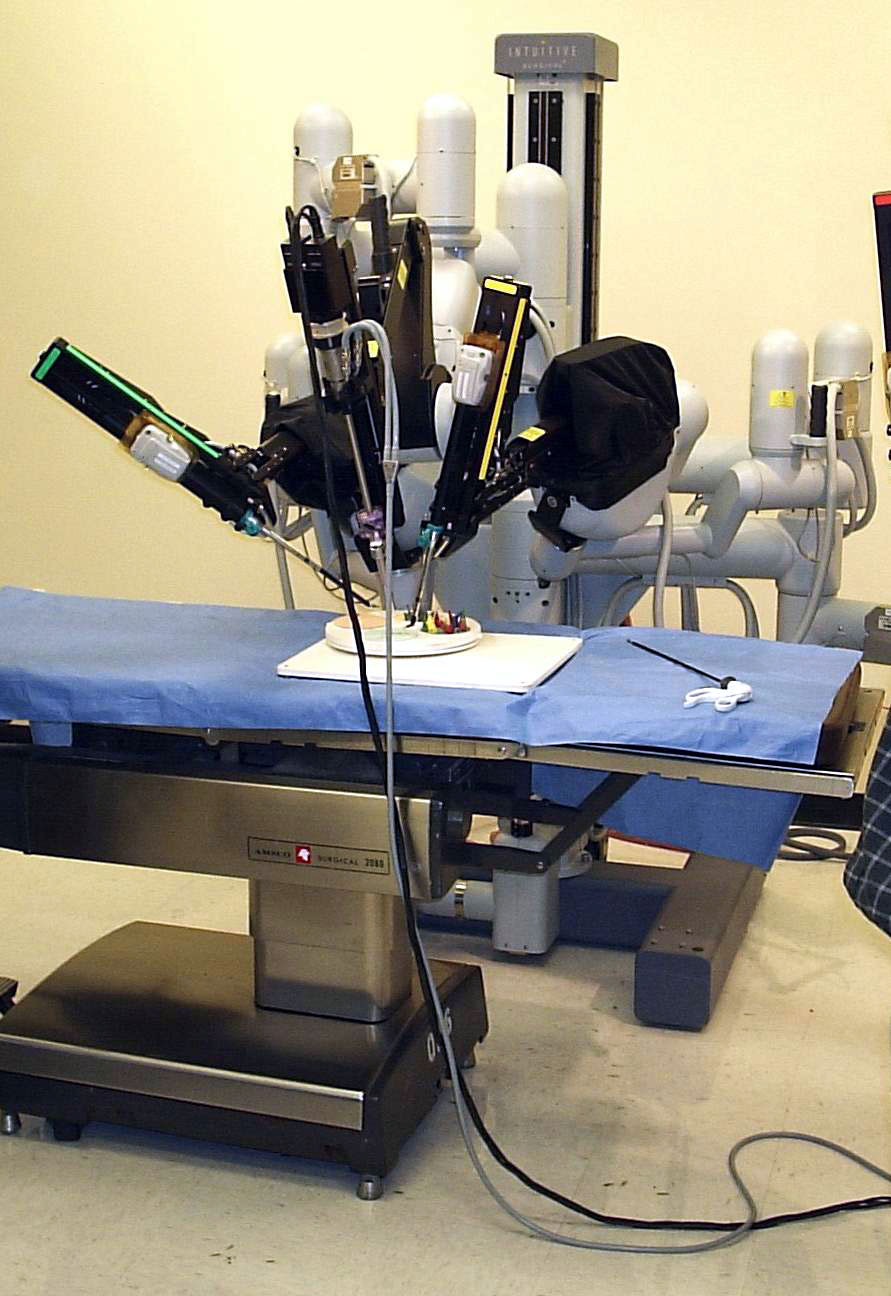
Sistema chirurgico da Vinci

Il Sistema chirurgico da Vinci è il prodotto su cui si fonda la società. È principalmente usato per la prostatectomia e per l'impianto di valvola cardiaca e nella chirurgia ginecologica.
Un da Vinci Surgical System costa approssimativamente 1,5 milioni di US$. Il modello del 2009, ca. 1,75 milioni di US$.

### Efficacia
Non esiste una dimostrazione clinica data da studi specifici sulla superiorità tecnica degli interventi rispetto alla chirurgia tradizionale laparoscopica.